# Cabildo Insular de La Palma
Cabildo Insular de La Palma ist die Bezeichnung des Inselrates (Cabildo Insular) der politisch zu Spanien gehörenden  Kanarischen Insel La Palma. Die Inselhauptstadt Santa Cruz de La Palma ist Sitz des Cabildos.

## Allgemeines
Wie alle Cabildos der Kanarischen Inseln wurde das Cabildo de La Palma 1912 nach Inkrafttreten des Cabildo-Gesetzes (spanisch Ley de Cabildos) eingeführt. Die Zusammensetzung wird durch eine demokratische Wahl bestimmt. Die Inselregierung von La Palma nimmt heute unterhalb der Ebene der Provinz Santa Cruz de Tenerife und oberhalb der Ebene der Gemeindeverwaltungen der vierzehn Inselgemeinden eigene Aufgaben wahr.

## Aktuelle Zusammensetzung
Präsident der Inselregierung ist seit 2019 Mariano Hernández Zapata (Partido Popular). Die 21 Sitze des Inselparlamentes sind seit der Regionalwahl 2019 wie folgt verteilt:
- liberal-nationalistische Coalición Canaria: 8 Sitze
- sozialdemokratische Partido Socialista Obrero Español: 7 Sitze
- konservative Partido Popular: 6 Sitze

## Präsidenten des Cabildo Insular de La Palma seit 1979
- Gregorio Guadalupe Rodríguez, 1979–1982, Coalición Canaria
- José Ernesto Luis González Afonso, 1982–1991, Partido Popular
- Gregorio Guadalupe Rodríguez, 1991–1993, Coalición Canaria
- Felipe Hernández Rodríguez, 1993–1996, Partido Socialista Obrero Español
- José Luis Perestelo Rodríguez, 1996–2009, Coalición Canaria
- Guadalupe González Taño, 2009–2013, Coalición Canaria
- Anselmo Pestana Padrón, 2013–2019, Partido Socialista Obrero Español
- Nieves Lady Barreto Hernández, 2019, Coalición Canaria
- Mariano Hernández Zapata, 2019 bis heute, Partido Popular